# Солянников, Николай Александрович
Никола́й Алекса́ндрович Соля́нников (6 (18) октября 1873, Санкт-Петербург — 16 июня 1958, Ленинград) — универсальный актёр: артист балета и оперы Мариинского театра, драматический артист Александринского театра. Заслуженный артист государственных академических театров (1921).

## Биография
С девяти лет обучался в Петербургском театральном училище, где также учились его старшие брат Владимир и сестра Доминика.
Учился в классе П. А. Гердта. После завершения обучения в 1891 поступил в труппу Мариинского театра, где работал необычайно долго с 1891 по 1950, с перерывом с 1911 по 1914 год, когда он выступал в Европе и Америке. За столь долгий срок он сотрудничал с несколькими поколениями балетмейстеров: начинал работать с М. И. Петипа и Л. И. Ивановым, затем активно сотрудничал с М. М. Фокиным; после революции был одним из немногих артистов балета, оставшихся в России, и продолжил работать с новым поколением балетмейстеров: Ф. В. Лопуховым, В. И. Вайноненом, Л. М. Лавровским, В. М. Чабукиани и Р. В. Захаровым.
С молодости выбрал амплуа мимического и характерного танцовщика. Тонкое музыкальное чувство, представительная внешность и пластичность позволили ему достичь совершенства в этом искусстве. Однако первые годы его службы в театре нельзя назвать удачными: Солянников был мало востребован, так как в это время многие мимические партии уже исполнял А. Д. Булгаков, кроме того в мимических ролях выступал и его собственный учитель П. А. Гердт.
Молодой актёр не поддался внешним обстоятельствам, а активно искал выход из ситуации, Он стал посещать казённые курсы драматического мастерства, которые вёл актёр Александринского театра В. Н. Давыдов. Кроме этого он изучал вокальное искусство. Дебютировал в 1906 году как баритон на сцене Мариинского театра в партии Валентина в опере Шарля Гуно «Фауст». Выступление в опере было успешным, и артиста перевели в штат оперной труппы, но через год он вернулся в балет.
Активно участвовал в гастролях, выступая в основном как певец, в русской провинции был известен как «баритон Солянников». К пению он обратится и в 1920—1930-х годах, уже как преподаватель.
Как драматический артист выступал на сцене Александринского театра (выступления Солянникова в качестве драматического артиста историк балета В. М. Красовская не считает успешными). Вместе с другим артистом балета, Л. С. Леонтьевым, он иногда разыгрывал в концертах сцену Счастлива и Несчастливцева из «Леса» А. Н. Островского. У него был звучный голос и размашистые жесты, отмечалось, что в целом это смотрелось по-любительски.
Возвращение Солянникова в балетную труппу совпадает с началом реформаторской деятельности М. М. Фокина, уделявшего значительно большее значение мимике, жесту и драматической игре танцовщиков, чем это было принято до него. В совершенстве владея условной мимикой классического балета, он активно участвовал в развитии новых форм выразительности, создавая живые и выразительные образы в новых балетах. Так он получил роль одну из центральных партий, маркиза в балете «Павильон Армиды», с которой в 1909 году успешно выступил в «Русских сезонах» в Париже и которая сохранилась за ним на долгие годы. Тогда же к актёру перешли некоторые партии Булгакова: бургомистр в балете «Коппелия», скульптор в «Пахите», Дроссельмейстер в «Щелкунчике». Кроме того за ним числилось ещё 11 партий, среди них раджа Дугманта в «Баядерке» и бродяга Клопен в «Эсмеральде».
В 1909 году Булгаков покинул петербургскую сцену, после этого критическая пресса стала замечать Солянникова и даже ставить его драматическую игру в пример другим артистам.
25 апреля 1911 года он оставил Мариинский театр, выйдя по возрасту (36 лет) на пенсию, но не оставил сцены, а принял участие в качестве основного мимического актёра в большой гастрольной поездке в США, которая была организована балериной Юлией Седовой. Турне по США было весьма напряжённым по графику выступлений и успешным по отзывам. Гастрольная жизнь созданной Седовой труппы в Америке и Европе продолжалась до осени 1914 года (в августе того года началась Первая мировая война).
6 октября 1914 года Солянников вернулся в Мариинский театр и до 1950 года уже не покидал сцены. Возвращение состоялось в комической роли трактирщика Лоренцо в балете «Дон Кихот». Через год, осенью 1915 года, он успешно выступил в роли короля Флорестана XIV в «Спящей красавице» (эта роль получила для него особое значение — 22 мая 1947 года на 75-летний юбилей актёра был дан именно этот балет: сам артист выступил лишь в одном из действий, в двух других в качестве поздравления юбиляру выступили знаменитые драматические актёры Ю. М. Юрьев и Н. К. Черкасов). 14 декабря 1915 года он с большим успехом выступил в роли хана в «Коньке-Горбунке».
После Октябрьской революции, когда многие артисты Императорских театров эмигрировали, Солянников остался в Советской России. С учётом отъезда исполнителей у него уже не было проблем с получением ролей, а общее движение балета в сторону хореодрамы, начавшееся в 1930-х годах, повысило статус драматической игры и мимических партий. Из многочисленных ролей этих лет особенно отмечалась роль сеньора Капулетти, отца Джульетты, в постановке Л. Лавровского «Ромео и Джульетта». В знак признания заслуг артиста на сцене театра торжественно отмечались его юбилеи, 25-летие сценической деятельности и 75-летие.
25-летие отмечалось 23 ноября 1921 года, через 30 лет после прихода Солянникова в театр (вероятно с учётом перерывов, связанных с работой в опере и заграничных гастролей). К бенефису был восстановлен балет М. Петипа «Баядерка», где юбиляр выступил в роли Главного брамина.

## Характеристика творчества
Критика высоко оценивала творческую манеру артиста. Д. И. Лешков в статье к XXV летию творческой деятельности писал:
«… игра Н. А. Солянникова всегда осмысленна, мимика красива, проста и выразительна, а главное — легко понятна непосвященным, то есть самой широкой публике. Общая сценическая внешность артиста импозантна, грим глубоко продуман и художествен, манеры величественны, благородны, заметно умение носить костюм, а последнее в балете иногда весьма не легко»
Пётр Гусев писал о танцовщике:
«…Н. А. Солянников — актёр широкого и разностороннего амплуа. Комедийные, трагические и просто „представительные“ роли одинаково ему удаются. Он отлично владеет техникой жеста условной старобалетной пантомимы. Он безукоризнен в новых современных балетах, где нет условной пантомимы, где требуется реалистическая игра. У этого выдающегося мастера сцены великолепное чутье, знание и понимание стиля, умение в любом жанре балетного спектакля быть органичным и вместе с тем всегда неповторимо оригинальным…»

## Репертуар
Был первым исполнителем партий в следующих балетах:
- 28 января 1907 — Зима, «Времена года» на музыку А. К. Глазунова, возобновление Н. Г. Легата по хореографии и либретто М. И. Петипа.
- 1907 — Маркиз и царь Гидрао, «Павильон Армиды» М. М. Фокина на музыку Н. Н. Черепнина. В 1909 году в этой роли он выступил у Дягилева при открытии первого русского балетного сезона в Париже, в ней же выступал при восстановлении балета в Мариинском театре в 1923 году Ф. В. Лопуховым и А. И. Чекрыгиным[8].
- 1915 — Вергилий, «Франческа да Римини» М. М. Фокина на музыку одноимённой симфонической поэмы П. И. Чайковского[8].
- 30 сентября 1923 — Дон Кихот в одноимённом балете Л. Минкуса, возобновление Ф. В. Лопухова по хореографии Горского на основе балета Петипа[5][8].
- 1923 — Дроссельмейер, «Щелкунчик» П. И. Чайковского, возобновление Ф. В. Лопухова и А. В. Ширяева по хореографии Л. И. Иванова [8].
- 1924 — Глашатай, «Ночь на Лысой горе» Ф. В. Лопухова на музыку симфонической поэмы М. П. Мусоргского. Роль была с текстом — глашатай зазывал публику на зрелище: «Эй, вы! Люди добрые! Юные молодцы, красноватые девушки, слушайте-послушайте, слушайте-послушайте, как на Лысой горе Чернобог с Ежи-бабой смешивается!» Потом он поднимался на гору, и по взмаху его руки («Игрище начинай!») разыгрывалось представление[8].
- 1931 — Директор завода, «Болт» С. С. Прокофьева, постановка Ф. В. Лопухова[8].
- 1932 — Людовик XVI, «Пламя Парижа» Б. В. Асафьева, постановка В. И. Вайнонена[5][8][4].
- 1939 — Хуан, «Лауренсия» А. А. Крейна, постановка В. М. Чабукиани[7][5][8].
- 1940 — Сеньор Капулетти, «Ромео и Джульетта» С. С. Прокофьева, постановка Л. М. Лавровского[7][5][8][4]

Среди прочих его партий — король Флорестан в «Спящей красавице» П. И. Чайковского (1943).

## Комментарии
1. ↑  Сведения о звании артиста противоречивы. Ряд авторитетных энциклопедий («Театральная энциклопедия» под. ред. Маркова) пишет, что он в 1919 году получил звание Заслуженный артист РСФСР, но в этом году такого звания ещё не существовало, возможно авторы биографии приравняли какое-то более раннее звание (например, Заслуженный артист Республики) званию действовавшему на момент написания энциклопедии. В первые годы после революции статус этих званий был весьма неопределённым. Например, звание Заслуженного артиста Республики, мог присвоить и наркомат просвещения и органы советской власти, например, Петроградский Совет и другие институции. Журнал «Бирюч» в юбилейной статье 1921 года пишет, что он к юбилею получил звание ‘’Заслуженный артист Государственных театров’’. Поскольку статья писалась «по горячим следам» возможно речь идёт именно об этом звании, но имеется расхождение в датах.